# Droga wojewódzka nr 959
Droga wojewódzka nr 959 (DW959) – droga wojewódzka o długości 1,1 km w południowo-zachodniej części województwa małopolskiego, łącząca Chochołów z przejściem granicznym ze Słowacją Chochołów - Suchá Hora.

## Miejscowości leżące przy trasie DW959
- Chochołów (DW958)